# Doktorze do dzieła
Doktorze do dzieła (Carry On Doctor) – brytyjska komedia filmowa z 1967 roku w reżyserii Geralda Thomasa. Jest piętnastym filmem zrealizowanym w cyklu Cała naprzód i zarazem drugim filmem serii rozgrywającym się w szpitalu (pierwszym było Siostro do dzieła).

## Opis fabuły
Podobnie jak Siostro do dzieła, film stanowi zbiór dość luźno powiązanych perypetii pacjentów i personelu jednego z oddziałów w pewnym szpitalu. Kierują nim despotyczny ordynator, dr Tinkle, i podkochująca się w nim Siostra Przełożona. Poza tym pracują tam m.in. fajtłapowaty, lecz przystojny dr Kilmore oraz zakochana w nim siostra Clarke. Mają pod opieką grupę dość kłopotliwych pacjentów, m.in. wykładowcę-szarlatana, mężczyznę przeżywającego ciążę żony znacznie bardziej niż ona sama, czy bezrobotnego symulującego chorobę, aby odpocząć od gderliwej żony. Pewnego dnia w szpitalu pojawia się seksowna pielęgniarka-praktykantka. Dr Tinkle niegdyś molestował ją pod pozorem ratującego życia leczenia, lecz teraz najchętniej zapomniałby o całej sprawie.

## Obsada
- Kenneth Williams jako dr Tinkle
- Jim Dale jako dr Kilmore
- Hattie Jacques jako Siostra Przełożona
- Anita Harris jako siostra Clarke
- Barbara Windsor jako siostra May
- Sid James jako Charlie Roper
- Bernard Bresslaw jako Ken Biddle
- Charles Hawtrey jako Pan Barron
- Frankie Howerd jako Francis Bigger
- Joan Sims jako Chloë Gibson
- Peter Butterworth jako Smith
- Dilys Laye jako Mavis

i inni

## Produkcja
Zdjęcia do filmu trwały od 11 września do 20 października 1967 roku. Sceny studyjne realizowane były w Pinewood Studios, natomiast do ujęć budynków wykorzystano obiekty w Londynie i Maidenhead.